# Jiamusi
Jiamusi (kinesisk: 佳木斯; pinyin: Jiāmùsī; Wade-Giles: Chiā-mù-ssū) er en storby og by på præfekturniveau i provinsen Heilongjiang i det nordøstlige Kina. Præfekturet har et areal på ca. 32.700 km² og omkring 2,49 millioner indbyggere (slutningen af 2004), deraf 800.000 i byområdet.
Byen er en vigtig flodhavn ved Songhuaflodens nedre løb. Den omfattende tung- og letindustri i byen er hovedsageligt statsejet, og er blevet akterudsejlet af den økonomiske udvikling i landet så arbejdsløsheden er steget. Jiamusi har jernbaneforbindelse til Harbin, Nord-Korea og Rusland. 
Byen var tidligere hovedstad for provinsen. 
Byen har et kendt universitet, Jiamusiuniversitetet (佳木斯大学).

## Trafik
Kinas rigsvej 201 fører gennem området. Den begynder i Hegang og fører via blandt andet Mudanjiang og Dandong mod syd til til Liaodonghalvøen til Lüshunkou/Dalian.
Kinas rigsvej 221 løber gennem området. Den begynder i Harbin og løber til Tongjiang, begge i Heilongjiang.

## Administrative enheder
Jiamusi bypræfektur har jurisdiktion over 5 distrikter (区 qū), 2 byamter (市 shì) og 4 amter (县 xiàn). 
| Kort              | Kort      | Kort   | Kort          | Kort                   | Kort        | Kort      |
| ----------------- | --------- | ------ | ------------- | ---------------------- | ----------- | --------- |
| Kort over Jiamusi |           |        |               |                        |             |           |
| #                 | Navn      | Hanzi  | Pinyin        | Befolkning (2003 est.) | Areal (km²) | Indb./km² |
| Distrikter        |           |        |               |                        |             |           |
| 1                 | Qianjin   | 前进区 | Qiánjìn Qū    | 160 000                | 14          | 11 429    |
| 2                 | Xiangyang | 向阳区 | Xiàngyáng Qū  | 100 000                | 24          | 4 167     |
| 3                 | Dongfeng  | 东风区 | Dōngfēng Qū   | 100 000                | 53          | 1 887     |
| 4                 | Jiao      | 郊区   | Jiāo Qū       | 470 000                | 792         | 593       |
| Byamter           |           |        |               |                        |             |           |
| 5                 | Tongjiang | 同江市 | Tóngjiāng Shì | 170 000                | 6 252       | 27        |
| 6                 | Fujin     | 富锦市 | Fùjǐn Shì     | 450 000                | 8 227       | 55        |
| Amter             |           |        |               |                        |             |           |
| 7                 | Huanan    | 桦南县 | Huànán Xiàn   | 440 000                | 4 416       | 100       |
| 8                 | Huachuan  | 桦川县 | Huàchuān Xiàn | 220 000                | 2 260       | 97        |
| 9                 | Tangyuan  | 汤原县 | Tāngyuán Xiàn | 270 000                | 3 230       | 84        |
| 10                | Fuyuan    | 抚远县 | Fǔyuǎn Xiàn   | 110 000                | 6 260       | 18        |

46°50′N 130°21′Ø / 46.833°N 130.350°Ø